# Телекарт-Прилад
ТОВ «Телекарт-Прилад» — українська приладобудівна компанія, базується в Одесі. Працює у сфері розробки і виробництва електроприладів і радіоелектронної апаратури побутового призначення.

## Історія
Заснована у 1995 році в Одесі, компанія "Телекарт-Прилад" завоювала репутацію інноваційного лідера у сфері телекомунікацій, систем автопаркування, обліку енергетичних ресурсів та пропускних систем.
У 2011 році на ТОВ «Телекарт-Прилад» почалася розробка командно-штабної машини. КШМ розроблялася на базі БТР-70, підприємство було готове постачати їх у війська, але проєкт був заморожений. Із початком війни в Україні проєкт терміново відновили. У серпні 2018 року завершилися піврічні державні випробування КШМ для Збройних сил України. Машина могла базуватися на трьох шасі (БМП-1, БТР-3, БТР-4), і містила засоби радіо-, супутникового, транкінгового, радіорелейного та проводового зв'язку, стійкі до застосування ворогом засобів радіоелектронної протидії.
На виставці «Зброя та безпека-2018» підприємство показало розроблене ними універсальне мобільне робоче місце оператора. Розробка створювалась для ракетних підрозділів, однак завдяки універсальності та гнучкості вона може бути задіяна і в інших службах. Комплекс складається з декількох сучасних екранів на які виводиться оперативна інформація.
У 2021 році на виставці «Зброя та безпека» компанія представила рухомий медичний кабінет (КРМ). Мобільна хірургія встановлена на вантажному автомобільному шасі високої прохідності, має високу автономність, а додатковий робочий простір створений завдяки використанню універсального модуля змінного об'єму. Планувалася до постановки на озброєння Збройних сил України.
З кінця 2023 року компанія «Телекарт-Прилад» повністю перейшла в комерційний сектор. На сьогоднішній день компанія продовжує активно розвиватися, залишаючись на передовій у сфері інновацій та технологій по своїм ключовим областям діяльності.
ТОВ «Телекарт-Прилад» відома своєю гнучкістю та здатністю відповідати на виклики сучасного ринку. Одним з факторів зміцнення позицій на ринку є галузь по виробництву та збуту сендвіч-панелей, а також модульних рішень стаціонарного та пересувного форматів.

## Структура

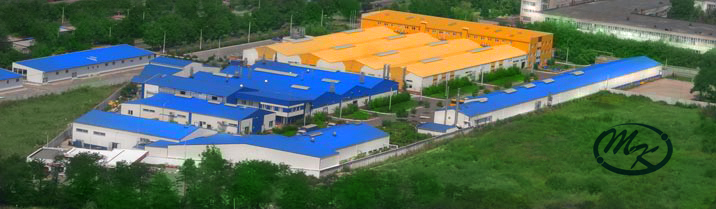
Завод «Телекарт-Прилад»

До складу підприємства входять такі об'єкти:[ангажоване джерело]
- приладобудівний завод
- спеціальне конструкторське бюро (розробка, впровадження в серійне виробництво нових, в тому числі програмних, продуктів підприємства, випробування і сертифікація виробів заводу)
- випробувальний центр (кліматична камера з діапазоном температур від -65 — +180 °C, вологості до 98 %; вібраційна система з діапазоном частот 5—3000 Гц; екранована камера з комплектом устаткування для вимірювань напруженості поля і напруги радіоперешкод; устаткування для випробувань на стійкість до електромагнітних дій; камери порошку і піску, сольового туману — для тестування продукції)
- інші департаменти підтримки.

## Продукція
Підприємство з 1995 року розробляє і серійно випускає:
- Таксофони для «Укртелеком», системи управління, блоки захисту телефонних ліній;
- Електронні лічильники і системи обліку електроенергії;
- АТС «КВАНТ-Е»;
- Пластикові картки — з імплантацією контактних і безконтактних модулів різних виробників;
- Різноманітна побутова техніка;